# 潘他密汀
潘他密汀（英語：Pentamidine）是治療寄生蟲感染的藥物，如非洲人类锥虫、利什曼原蟲、巴貝氏蟲。也可以讓免疫功能低下患者用來預防及治療肺囊蟲肺炎。在未進犯治療神經的非洲人類錐蟲病初期症狀上，潘他密汀可用作蘇拉明的後線用藥；在治療內臟利什曼病和皮膚利什曼病上，則可作為選用藥物。本品可經由靜脈注射、肌肉注射，或吸入給藥。
注射劑型的常見副作用有低血糖、注射處感染、噁心、低血壓及引起腎臟問題。吸入劑型的常見副作用則有喘鳴、咳嗽，及噁心。肝腎功能異常的患者是否需調整劑量。目前尚不明朗。本品不建議用於懷孕初期的患者，但晚期妊娠者可以；哺乳期間用藥的安全性目前仍屬未知。本品化學結構上屬於聯脒類（英語：diamidine）芳香烴藥物，目前尚未闡明其治療上的藥理機轉，一般相信可能與干擾病原體DNA、RNA，和蛋白質的合成相關。
1937 年，潘他密汀首次納入醫藥用途，本品名列世界卫生组织基本药物标准清单之中，為基礎醫療系統最安全有效的藥物之一，目前已有學名藥上市。世界衛生組織在疫區免費提供本品；截至 2016 年，在美國，吸入劑型約為 122.84 美金，注射劑型單劑則約 45.31 美金。發現可治療肺囊蟲肺炎後，價格更翻漲高達十多倍。

## 附註
1. 1 2 3 4 5 6 7 8 9 10 11  . The American Society of Health-System Pharmacists.   [3 December 2016]. （原始内容存档于20 December 2016）.
2. ↑  . www.drugs.com.   [3 December 2016]. （原始内容存档于9 November 2016）.
3. ↑  Cohen J, Powderly WG, Opal SM. . Elsevier Health Sciences. 2016: 1368. ISBN 9780702063381. （原始内容存档于2017-03-08）.
4. 1 2  Magill AJ, Strickland GT, Maguire JH, Ryan ET, Solomon T.  9. Elsevier Health Sciences. 2012: 723. ISBN 1455740438. （原始内容存档于2016-12-20） （英语）.
5. ↑   (PDF). World Health Organization. April 2015  [8 December 2016]. （原始内容 (PDF)存档于13 December 2016）.
6. ↑  . World Health Organization. February 2016  [7 December 2016]. （原始内容存档于4 December 2016）.
7. ↑  DrugBank (编). . DrugBank. 2016-08-17. （原始内容存档于2016-11-04）.